# Symfoni nr 5 (Beethoven)
Symfoni nr 5 i c-moll opus 67, ofta kallad Ödessymfonin, av Ludwig van Beethoven, skrevs 1804–1808. Det är en av de bäst kända musikstyckena från den klassiska musiken och en av de oftast spelade symfonierna. Symfonin uruppfördes i Wiens Theater an der Wien 1808 och fick snart ett gott rykte. Symfonin har fyra satser:
1. Allegro con brio (c-moll)
2. Andante con moto (A♭-dur)
3. Scherzo. Allegro (c-moll)
4. Allegro (C-dur)

Symfonin börjar med ett distinkt tema med fyra noter (kort–kort–kort–lång) som upprepas: (lyssna (fil))
Inledningen, men även den följande symfonin, är internationellt känd, och temat återkommer i populärkultur, såsom i discotappning ("A Fifth of Beethoven") eller rock'n'rollversioner, samt i film och på TV.
Namnet Ödessymfonin kommer från de fyra tonerna i temat som enligt Beethoven låter som "ödet som knackar på min dörr". I denna symfoni lär Beethoven ha varit den första tonsättare att använda tromboner i en symfoni.
Symfonin tillägnades prins Joseph Franz von Lobkowitz (1772–1816) och Andreas Razumovsky.